# Nowomykołajiwka (hromada Ketrysaniwka)
Nowomykołajiwka (ukr. Новомиколаївка) – wieś na Ukrainie, w obwodzie kirowohradzkim, w rejonie kropywnyckim. W 2001 liczyła 300 mieszkańców, spośród których 286 wskazało jako ojczysty język ukraiński, 4 rosyjski, 8 mołdawski, a 2 białoruski.